# Alstroemeria mollensis
Alstroemeria mollensis es una especie fanerógama, herbácea, perenne y rizomatosa perteneciente a la familia de las alstroemeriáceas. Es endémica de Chile, en particular descrito en los alrededores de Coquimbo. Es un geófito tuberoso y crece principalmente en el bioma subtropical.

## Descripción
Planta de hasta 20 centímetros (7,9 plg) de alto con hojas linear-lanceoladas de color verde o rojo-vinoso con borde liso o poco ondulado. La inflorescencia es de tinte rosado pálido, más intenso hacia el borde. Estambres de anteras largas y cortas, de color purpureo. Florece entre diciembre y febrero.

## Distribución
Su distribución es restringida a la localidad del tipo usado por Muñoz Schick y Brinck en la descripción en Gayana Botánica que es en roqueríos de la cordillera del Río Molles, a más de 2000 msnm, en la provincia de Limarí, región de Coquimbo. Es una de las especies del género bajo mayor amenaza, por contar con rangos tremendamente restringidos, contabilizando una localidades conocidas.

## Taxonomía
Alstroemeria mollensis fue descrita por Muñoz Schick & Brinck, y publicado en Gayana, Botánica 60: 102 (2003).
Etimología
Alstroemeria: nombre genérico que fue nombrado en honor del botánico sueco barón Clas Alströmer (Claus von Alstroemer) por su amigo Carlos Linneo. 
mollensis: epíteto que sefiere al rio Molles, donde fue descubierta.